# Plast (geologija)
V geologiji in sorodnih področjih je plast (množina: plasti) osnovna litološka enota oziroma ploščato kamninsko telo sedimentnih kamnin ali magmatskih kamnin, ki so nastale na zemeljski površini, ki jih od zgornje in spodnje kamnine ločujejo lezike. Je temeljna enota v stratigrafskem stolpcu (grafičnem prikazu zaporedja kamninskih plasti po njihovi starosti) in je osnova za študij stratigrafije.

## Značilnosti
Vsaka plast je običajno ena od številnih vzporednih plasti, ki ležijo ena na drugi, določene z naravnimi procesi. Lahko se širijo na več sto tisoč kvadratnih kilometrih zemeljske površine. Plasti se običajno obravnavajo kot pasovi različnih barvnih ali različno strukturiranih materialov, ki so izpostavljeni na klifih ali pečinah, cestnih usekih, kamnolomih in na bregovih rek. Posamezni pasovi se lahko razlikujejo po debelini od nekaj milimetrov do enega kilometra ali več. Vsak pas predstavlja poseben način usedanja: rečni mulj, plažni pesek, premog, močvirje, peščena sipina, lava, itd.

## Poimenovanje
Geologi preučujejo plasti kamnin in jih kategorizirajo po materialu postelj. Vsak ločen sloj je običajno dodeljen imenu lista, običajno na podlagi mesta, reke, gore ali regije, kjer je formacija izpostavljena in na voljo za študij. Na primer, Burgess Shale je debel, temen, občasno fosiliziran skrilavec, izpostavljen visoko v Kanadskem Skalnem gorovju v bližini prelaza Burgess. Majhne razlike v materialu v formaciji se lahko opišejo kot "člani" (ali včasih "ležišča"). Formacije se zbirajo v "skupine", te pa se lahko zbirajo v "superskupine".

## Galerija
- Plastovitost v francoskih Alpah
- Medkrajevna cesta, prerezana skozi apnenec in skrilavec na vzhodu Tennesseija
- Plasti kamnin v Depot Beach, Novi južni Wales
- Mavrična sinnklinala v formaciji Barstow blizu Barstowa, Kalifornija. Prelomljene plasti.
- Izdanek zgornjega ordoviškega apnenca in manjših skrilavcev v osrednjem  Tennesseiju.
- Plasti krede na Cipru – kaže klasično plastovitost.
- Težki minerali (temni) kot tanki plasti v kvarčnem obalnem pesku (Chennai, Indija).
- Plastovit otok blizu La Paza, Baja California Sur, Mehika.